# 日里麻美
日里 麻美（ひさと あさみ、1985年〈昭和60年〉9月21日- ）は、日本の女優、グラビアアイドル。
岡山県出身。ミス東スポ2017グランプリを受賞し、31歳からグラビア活動を始めるが33歳から本格的にグラビア活動に力を入れる。Actwres girl'Z所属でプロレス活動も行っていたが2017年10月を最後にリングには立っておらず引退は明言していないが、今はリングアナウンサーとして時々リングに立っている。

## 経歴
上京前はイルカの調教師やWebデザインなどをしていた。
女優として小劇場やドラマなどに出演。
2015年舞台関係者を通じ女優のみが参加するプロレスの旗揚げを知り、プロレス活動を行う2015年12月20日、新木場1stRING「Beginning アクトレスガールズ Act3」で行われた万喜なつみ＆角田奈穂戦（パートナーは本間多恵）でデビューした。ブログでは「葛藤していましたが、やってやろうと決めました！」「遊びではない」と綴っている。
アクトレスガールズの中では比較的身長が高いため、小柄な対戦相手に声援が集まる傾向があり、ファンから「ヒールなんですか？」と尋ねられた。このことをきっかけにヒールファイトを意識的に繰り出すようになった。
2016年2月、漫画「グラゼニ」のことをもっと知ってもらうために結成された『グラゼニ女子』に加入（プロレス担当）。
同年春からはミス東スポオーディションに参加。10月の予選ステージを1位で突破している。
2016年11月10日、都内で会見が開かれ、FMWへの初参戦が発表され24日、後楽園大会で安納サオリ＆日里麻美ＶＳ万喜なつみ＆中野たむ戦（セコンド・本間多恵）を提供。
2016年12月9日、ミス東スポ2017グランプリを受賞。また、第一ステージの予選上位7位が最終ステージに上がれるが予選突破ギリギリの7位から最終1位のグランプリを獲得。31歳での受賞はミス東スポ史上最年長。東スポから『ミス東スポ史上最年長グランプリ』という肩書きを貰う。
12月14日にはミス東スポ特別賞を受賞したまなせゆうなとのタッグで試合出場を果たした。
2017年からはニッポン放送ショウアップナイター応援ユニット、有楽町ベンチーズのメンバーに就任。背番号は「7」。プロ野球大好きな為、ショウアップナイターの試合が無い日の特別放送にゲストとして出演。ファンクラブコンテンツにも全て出演。
5月21日、大館大会では高瀬みゆき&五十嵐乃愛組と対戦（パートナーは関口登子）。28日には角田奈穂＆五十嵐乃愛戦（パートナーは賀川照子）を行い、ギロチンドロップで五十嵐から勝利。
2019年7月23日、女優・タレントとしての所属先をBBEからアイエス・フィールドに移転。2021年までに同事務所退所。
2021年9月、光文社主催「ミスFLASH2022」ファイナリスト。満36歳でのエントリーだったが、沙倉しずか（2019年・第13回グランプリ）を上回る最年長グランプリ記録更新はならなかった。

## 人物
- スリーサイズはB.92 W.61 H.86[3]。Hカップである。特技はおっぱいテーブルクロス引き、ベロ盲牌、ベロスキャン。
- 漫画「グラゼニ女子」（モーニング20号・2016年4月14日発売）では褐色の女性として描かれ登場している[16]。
- 部屋にいる際は「内村さまぁ〜ず」と「東野・岡村の旅猿 プライベートでごめんなさい…」を延々と見ている。
- 麻雀は週3回ほど打つ。19歳で始めたが、大学卒業を期に22歳から人と打たなくなり、ずっと麻雀ゲームばかりでやっていたが、久々に人と打つことになると、ゲームの影響で麻雀牌の取り方を忘れていたりフリテンしたりで大恥をかき、悔しさと恥ずかしさから、また、そこから人と打つようになり、週3回ほど雀荘に通うになった。
- プロ野球が大好きで球場にもよく足を運ぶ。読売ジャイアンツのファンだが球団問わず野球は現地に足を運ぶ。
- 一番好きなアニメは「ドラゴンクエスト～アベル伝説～」。イベント等で自身が好きな「浅草キッド」を弾き語りで歌う。
- ラジオ好き。ミス東スポになってから競輪、ボートレース、オートレースもやる。グラゼニと東スポがコラボした「グラスポ」という野球記事の連載を1年間掲載。お笑いライブ「元祖爆笑王にはまりにいくライブ」第2回からレギュラーMCをつとめる。「元祖爆笑王にはまりにくいライブ」になってからもMCをしている。

## 出演

### 舞台
- 東京俳優市場（演出：伊勢直弘）
- 「夏！西山美海の浅草deエンタメshow～ようこそ喫茶 美海へ～」（東京・あさくさ劇亭、2016年7月25日、26日）
- 「一人＆二人芝居」（山形・アクトザール M、2016年8月22日）
- 「Novel Show」（東京・浅草リトルシアター、2015年9月9日、2016年2月19日、20日）
- 「頑張れ！けんせつ小町～おはようございます！～」演出：山添ヒロユキ（築地ブティストホール、2016年9月29日 – 10月4日）
- 「The(C)Card～戦う理由CouseC～」（新木場1stRING、5月7日、8日）
- 「従軍看護婦～女たちの戦場～」（池袋シアターグリーン BIG TREE THEATER、2016年8月9日 – 14日）
- 「けんせつ小町純情物語　やるっきゃない！」（CBGKシブゲキ！！、10月6日 – 9日）
- 「月喰マスカレイド prism waltz」（王子BASEMENT MONSTAR、2016年12月15日 - 18日）[17]
- 「楽屋」2018
- 「笑アップアップナイター」2019年1月18日-20日
- 女だらけの落語公演 第一回 第二回 第三回

### テレビ
- 土曜ワイド劇場
  - 「西村京太郎トラベルミステリー65 伊豆海岸殺人ルート」（テレビ朝日、2016年2月6日） - 山本（香奈子の助手） 役
  - 「西村京太郎トラベルミステリー66」（テレビ朝日、2016年2月6日） - 水野(家具屋店員)役
- 東京ーディション(仮)（2016年9月12日、TOKYO MX）
- 9Windows　日本テレビ
- かみひとえ　テレビ朝日

### MC
- 東京アイドルフェスティバル エンタメ・シンポジウム～ アシスタントMC
- お笑いライブ～タカノツメ～アシスタントMC
- 元祖爆笑王にはまりにくいライブ レギュラーMC
- ショウアップナイターファンクラブ特典動画MC
- お笑いライブ 「ルマンドールアワー」 アシスタントMC

### ラジオ
- ショウアップナイタースペシャル まいにちとことんプロ野球（2017年5月13日、ニッポン放送）
- ショウアップナイターファンクラブ特典動画
- CBCラジオ竜神祭ゲスト出演(グラゼニ女子)
- 楽天ゴールデンイーグルスグラゼニコラボデー ゲスト出演

### Vシネマ
- 嬢王ゲーム（2014年、山内大輔監督）

### 映画
- 貌斬り KAOKIRI〜戯曲「スタニスラフスキー探偵団」より〜（2016年12月3日公開、細野辰興監督） - 黒子役

### 雑誌
- 「モーニング」（講談社、2016年12号、2月18日発売）[18]
- 「週刊プレイボーイ」（集英社、2016年NO.27 7月4日号） - ニッポンのグラビアアイドル50人
- 金のEXグラビア掲載
- 週刊大衆 競輪グラビア掲載
- 東京スポーツ 「グラゼニ×東スポ グラスポ」野球記事連載
- アサヒ芸能

### ウェブ
- ミュージックパーク～第一回エンタメ・シンポジウム～（2016年、オールナイトニッポンモバイル）
- ぶるぺん
  - （2016年4月19日、9月16日、GYAO） - グラゼニ女子として
  - （2016年6月27日、グラゼニスペシャル、GYAO） - アシスタント
- モヤさまネット・オリコンツ ムチムチVSしこしこ 炎の軍団対抗戦（2018年4月22日、Paravi）
- 妄想マンデー ゲスト
- マシェバラ的ケイリン生活チャリバラ（2017年8月4日‐、マシェバラ） [19]レギュラー
- タイタン東スポ部　スポーツ&ニュース!!（2019年5月2日[20]‐、東スポWEB）
- さまぁ〜ずチャンネル（2020年12月18日[21]、YouTube）
- 田村淳の地上波でもSNSでもダメ！絶対！（2021年3月25日、3月31日[22]、スカパー!オンデマンド）

### リングアナ
- 秋田大館体育館ファイナル
- 池田大輔興行　MC

### その他
- 「女優水族館」2016年6月4日、5日
- 格闘技イベント「野良犬祭」ラウンドガール

## 作品

### イメージビデオ
- あさ蜜（2018年3月23日、発売：グリーンアンドウォーター、販売：竹書房）[23]
- ファンファーレ（2019年5月1日、発売:マイロール、販売:大洋図書）[24]
- 日里麻美/抑えきれない胸の鼓動（2020年5月24日、サウスキャット）[25]

## 得意技
- ハイキック

### ブログ
1. ↑  “050・・・お知らせお知らせー！！”. 日里麻美オフィシャルブログ (2015年11月29日). 2016年11月11日閲覧。
2. ↑  “『12月27日（火）東京・新木場1stリング 18:30〜』”. まなせゆうなオフィシャルブログ「Ax kick♡」Powered by Ameba (2016年12月14日). 2016年12月19日閲覧。